# Rimskaja
Rimskaja (Russisch: Римская uitspraakⓘ) is een station aan de Ljoeblinskaja-lijn van de Moskouse metro. Het station is als uitzondering niet genoemd naar de buurt of iets in de buurt maar naar de Italiaanse hoofdstad Rome. Het was de bedoeling om in Rome metrostation Mosca te laten bouwen door Russische architecten, maar dat ging niet door en het betreffende station werd door Italianen ontworpen en kreeg de naam Cipro. Het station tussen Tsjkalovskaja en Krestjanskaja Zastava werd geopend op 28 december 1995 als onderdeel van het traject Volzjskaja –  Tsjkalovskaja. Na de opening van dit baanvak telde de Moskouse metro 157 stations. 

## Ontwerp en inrichting
Het station op 52 meter diepte werd gebouwd als kolommenstation echter met een bodemplaat zonder vrije ruimte onder het perron. De inrichting van het station is ontworpen door de Italiaanse architecten Giampaolo Imbrighi en Andrea Quattrocchi met als thema Romeinse bezienswaardigheden.  
De pylonen tussen de middenhal en de perrons zijn bekleed met wit marmer en de vloer bestaat uit zwart, rood en grijs graniet. Aan de noordkant van de middenhal bevinden zich vier roltrappen waarmee overstappers de perrons van Plosjtsjad Ilitsja kunnen bereiken. Boven deze roltrap hangt een medaillon met Madonna met kind. Aan de zuidkant van de middenhal is een vaste trap naar de uitgangen aan die kant van het plein. Bovenaan die trap hebben beeldhouwer L.L.Berlin en de Italiaanse architecten een compositie met, deels omgevallen, zuilen en een fontein geplaatst als verwijzing naar Rome. Op de zuilen zitten de stichters van Rome, Romulus en Remus en rond de compositie bevinden zich vier medaillons met afbeeldingen van de Wolfin, Romulus, Remus en een Arcade in Rome. De fontein is uitgeschakeld na problemen door de bijbehorende waterdamp in het station. Vanaf de zuidkant van het perron wordt de verdeelhal die onder het Rogosjkaja Zastavaplein ligt bereikt via een voetgangerstunnel onder de Mezjdoenarodnaja Oelitsa. De uitgangen bevinden zich op de hoek van de Rabotsjaja Oelitsa en Boelvar Entoeziastov, aan de westkant van de Rogosjski Val Oelitsa aan weerszijden van de Oelitsa Sergija Radonesjkogo en bij de voorstadshalte Hamer en Sikkelfabriek. 

## Galerij

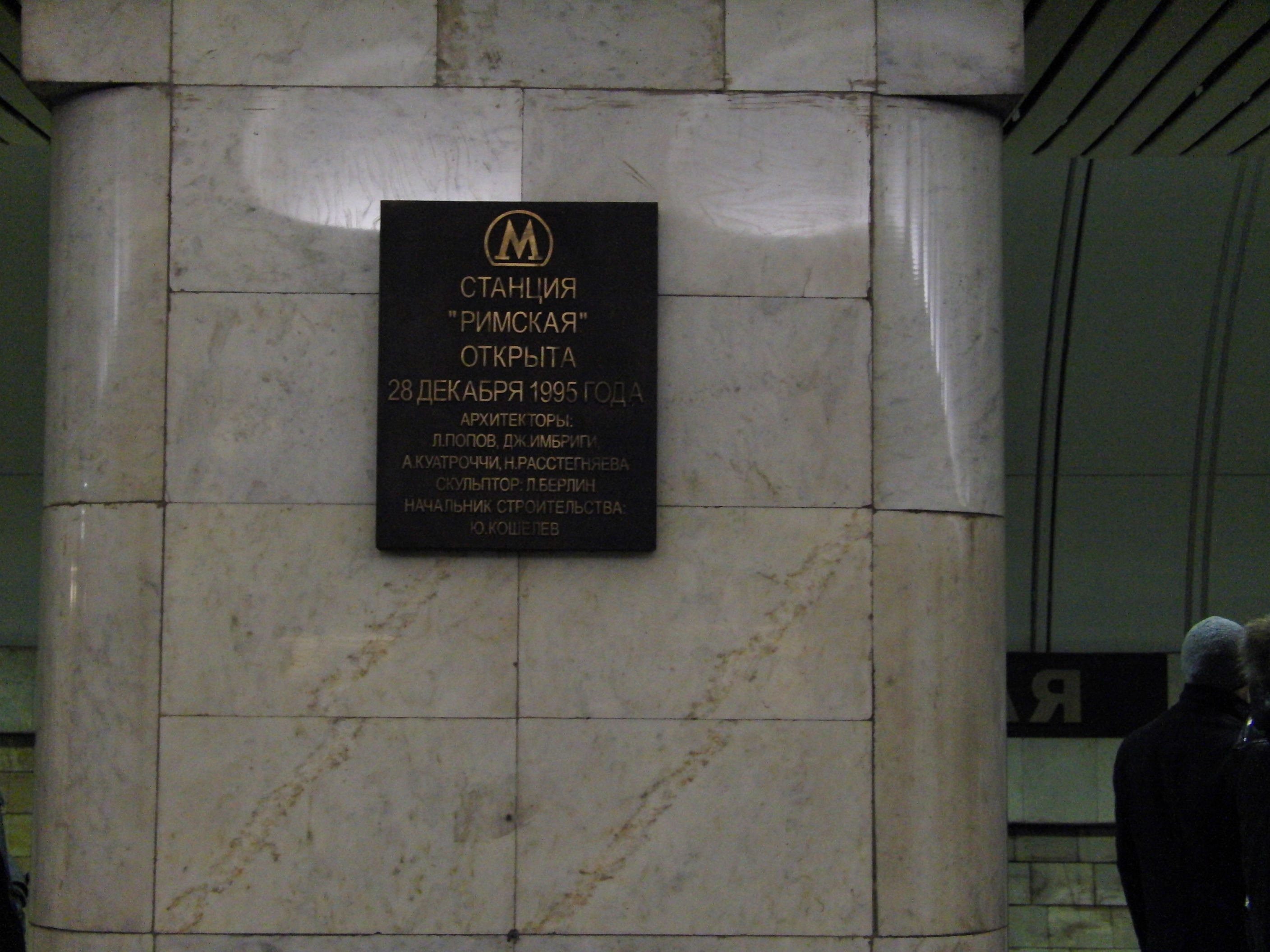
Het officiële naambord
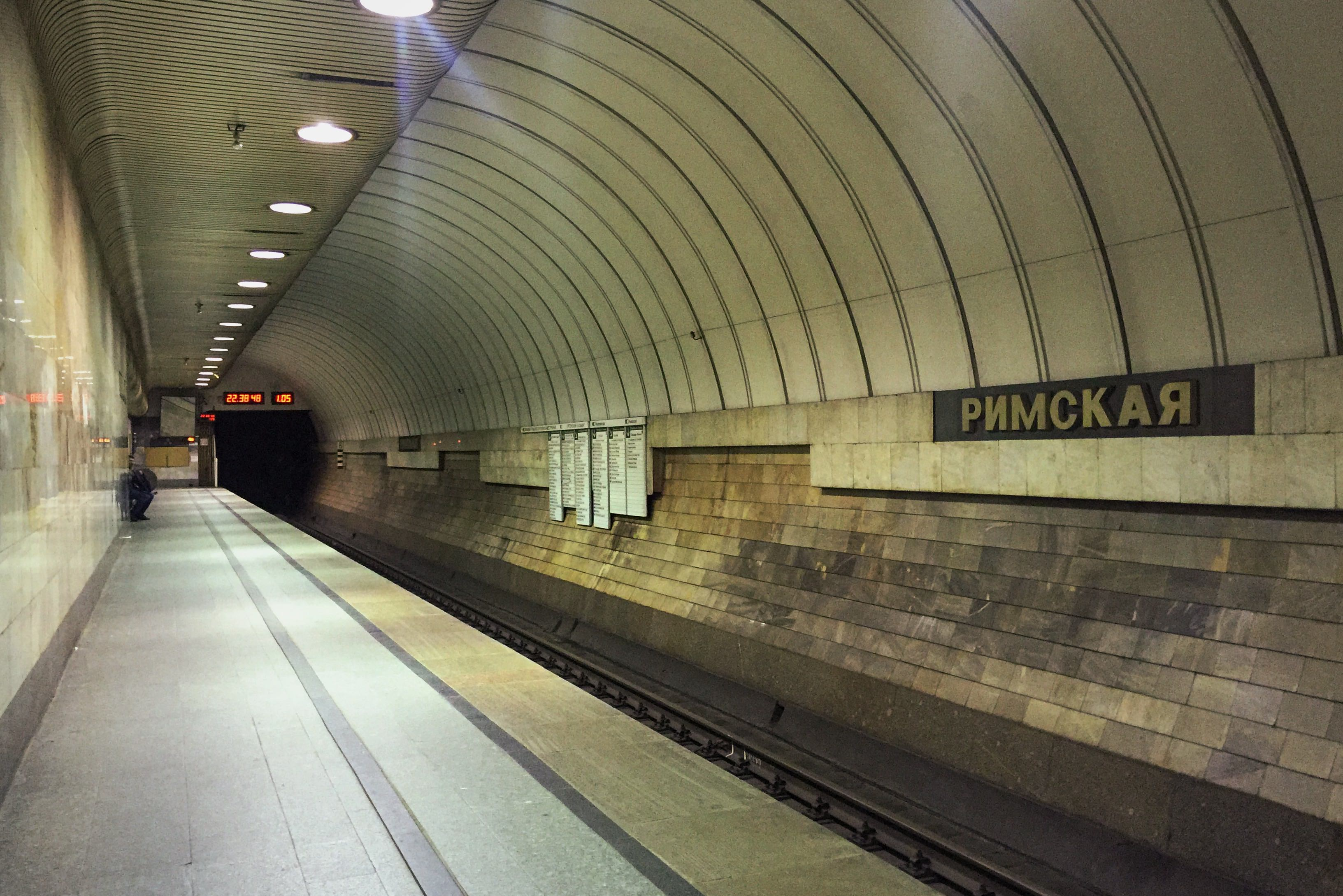
Het perron
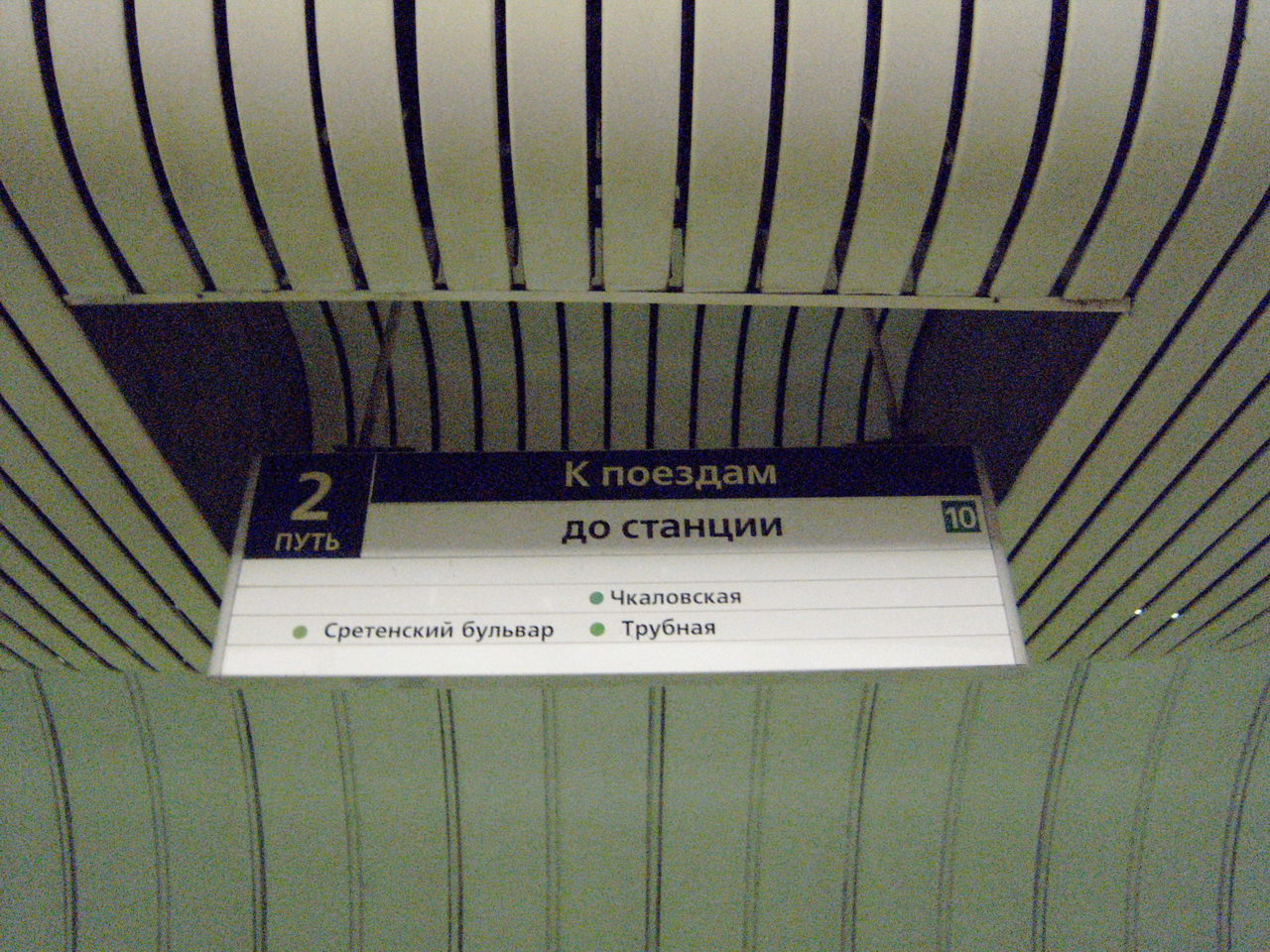
Routebord boven spoor 2 in 2009
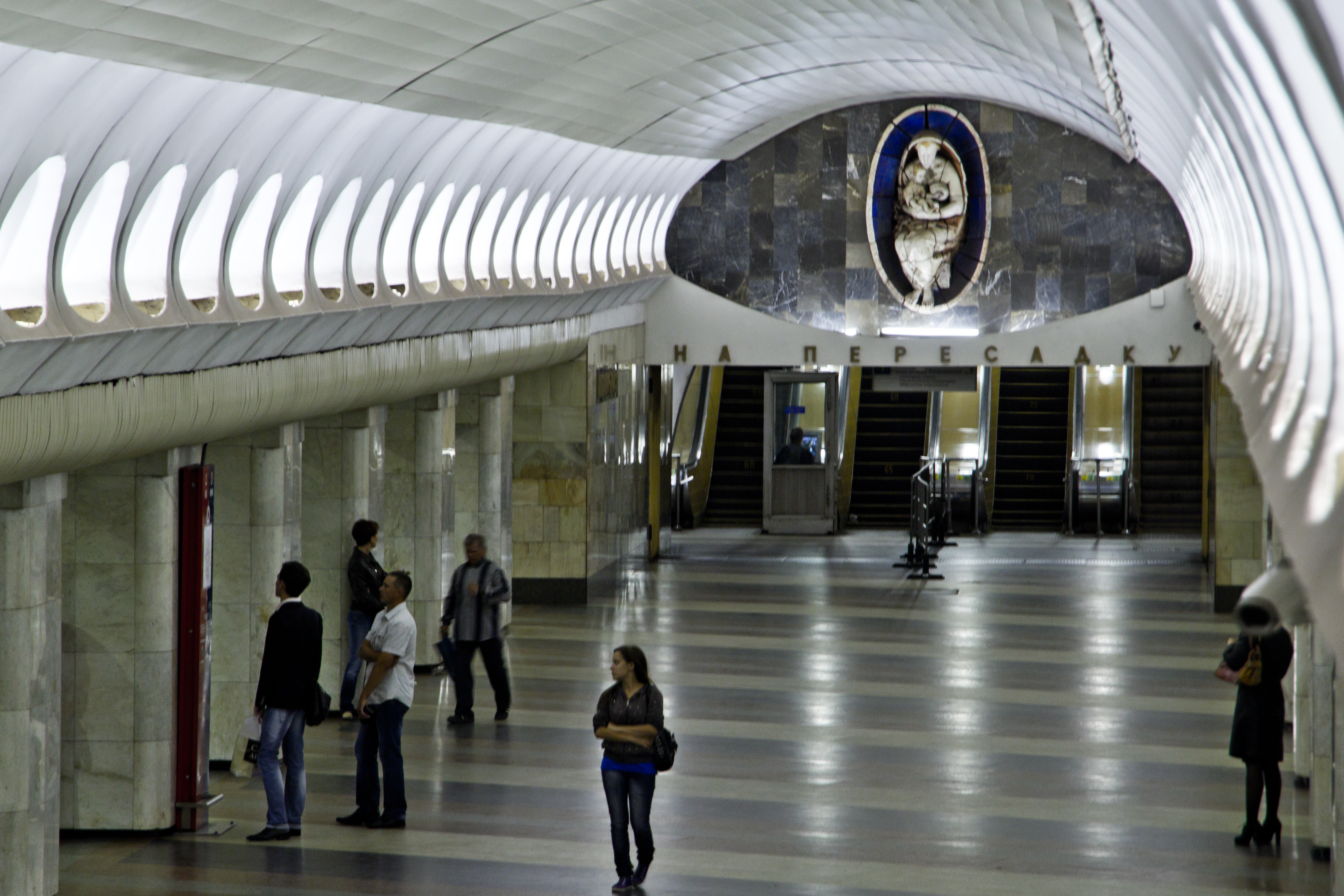
De middenhal op 4 september 2011 Op de achtergrond de verbinding met «Plosjtsjad Ilitsja»
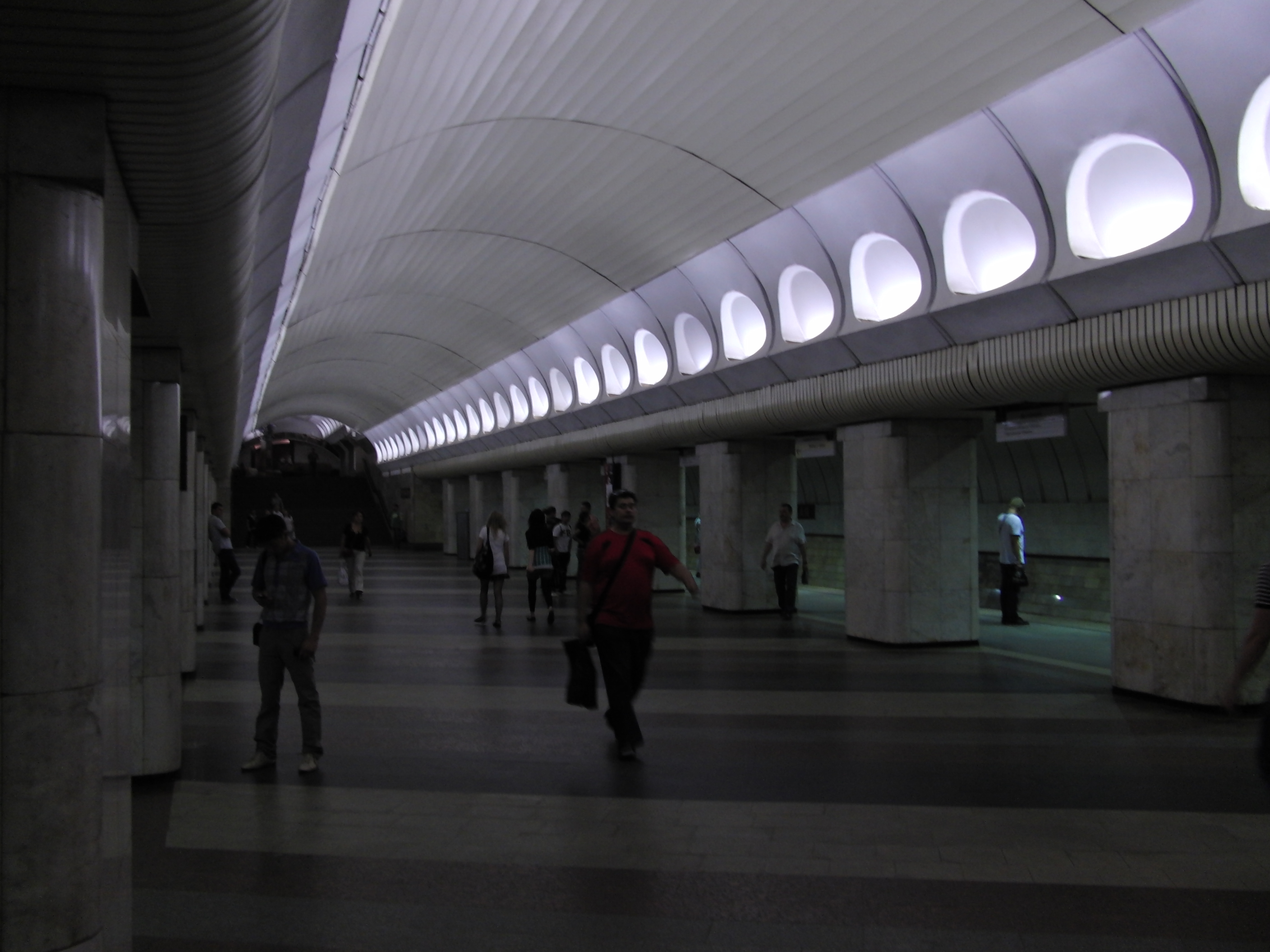
De middenhal gezien richting het zuiden, met de trap aan het eind
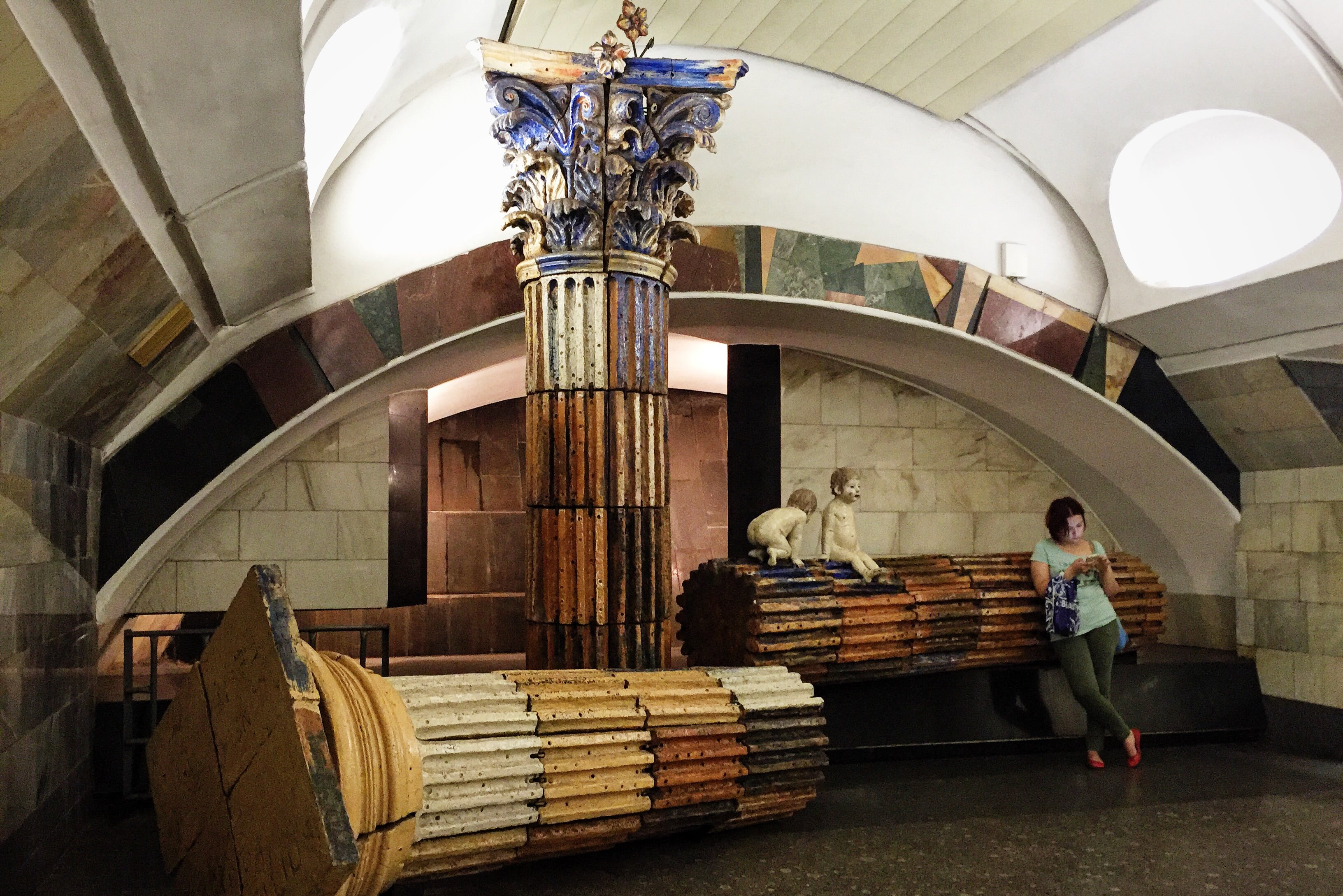
De compositie van zuilen en beelden